# Benedetto Colonna Barberini di Sciarra
Benedetto Barberini (22 de outubro de 1788 - 10 de abril de 1863) foi um cardeal católico e camerlengo do Sagrado Colégio dos Cardeais.

## Vida pessoal
Barberini nasceu em 22 de outubro de 1788, o caçula de dez filhos de seu pai Carlo Maria Barberini da família Barberini, duque de Montelibretti e príncipe de Palestrina que assumiu o sobrenome Colonna di Sciarra após a fusão das duas famílias. Sua mãe era a Condessa Giustina Borromeo Arese .
Como tal, Barberini também está listado em alguns registros como Benedetto Barberini Colonna di Sciarra .
Ele era o sobrinho-neto dos cardeais Girolamo Colonna di Sciarra e Prospero Colonna di Sciarra.

## Serviço eclesiástico
Barberini entrou na prelazia romana e foi nomeado prelado doméstico do Papa em 1820. 
Foi também nomeado Relator da Sagrada Consulta do Bom Governo em 1820 e Secretário da Sagrada Consulta da Disciplina dos Regulares em 1822.
Em 1823 foi nomeado Prefeito da Casa de Sua Santidade , cargo que ocupou pelos próximos cinco anos.

## Cardinalato
Barberini foi elevado a cardeal (in pectore) em 1826, mas não foi revelado como tal até 1828.
Foi nomeado Prefeito da Sagrada Consulta de Imunidade Eclesiástica em 1834, cargo que ocupou até sua morte.
Em 1844 foi nomeado Arcipreste da Arquibasílica de São João de Latrão.
Ele foi nomeado Camerlengo do Sagrado Colégio dos Cardeais entre 1856 e 1857.
Em 1862 foi nomeado secretário dos Breves Apostólicos e Grão-Chanceler das Pontifícias Ordens Equestres .

## Conclaves papais
Barberini participou de 3 conclaves papais:
- Conclave de 1829 que elegeu o Papa Pio VIII.
- Conclave de 1830-1831 que elegeu o Papa Gregório XVI.
- Conclave de 1846 que elegeu o Papa Pio IX

## Morte
Barberini morreu em 10 de abril de 1863. Seu corpo jazia em estado na igreja de S. Lorenzo em Lucina. O Papa Pio IX participou de seu funeral e foi sepultado na capela de sua família na igreja de Sant'Andrea della Valle .
Barberini foi o último cardeal sobrevivente do Papa Leão XII, e o último participante dos conclaves que elegeram o Papa Pio VIII e que elegeram o Papa Gregório XVI.